# Катлин (озеро)
Катлин (англ. Kathleen Lake; местное название: Mät’àtäna Mǟn — «что-то замороженное внутри озера») — озеро в Национальном парке и парковой резервации Клуэйн, к югу от города Хейнс-Джанкшн, в Юконе, Канада.
Особенностью озера является кристально чистая вода, в которой обитает множество видов рыб, среди них 2 редких вида — карликовый сиг и лосось кокани.
Рядом с озером расположены: зона отдыха в светлое время суток, пристань для катеров, палаточный лагерь и несколько пешеходных маршрутов, в том числе сложный подъем по тропе Королевского Трона (англ. King’s Throne Trail), протяжённостью 5 км, ведущей к естественному амфитеатру, образованному ледниковой эрозией.
Озеро Катлин назвали в честь девушки из графства Бервикшир в Шотландии, покинутой Уильямом «Скотти» Хьюмом (1868—1950), констеблем Северо-Западной конной полиции (рег. № 2259), находившимся на тропе Далтона с 1900 по 1902 год.